# Hartmuth Behrens
Hartmuth Behrens (* 3. März 1951 in Rüterberg) ist ein ehemaliger deutscher Florettfechter beim SC Dynamo Eisenach und später beim SC Dynamo Berlin. Er nahm für die Deutsche Demokratische Republik an den Olympischen Spielen in Moskau teil und war 1983 Vizeweltmeister mit der Mannschaft. Bei den DDR-Meisterschaften war er zweimal erfolgreich und mehrmals Vizemeister.

## Erfolge
1976 und 1979 wurde Behrens DDR-Meister, zusätzlich war er zwischen 1970 und 1983 insgesamt fünfmal Vizemeister und einmal dritter.
1980 war er mit einem geteilten 9. Platz bei den Olympischen Spielen in Moskau zusammen mit Klaus Kotzmann bester deutscher Teilnehmer. Mit der Mannschaft wurden die beiden zusammen mit Adrian Germanus, Klaus Haertter und Siegmar Gutzeit vierter. Bei den Weltmeisterschaften 1983 in Wien wurde er zusammen mit Adrian Germanus, Klaus Kotzmann und Jens Howe Vizemannschaftsweltmeister hinter der Bundesrepublik Deutschland.